# DSB's rullende materiel
Denne side indeholder en række (endnu ikke komplette) oversigter over det rullende materiel, der er blevet leveret til DSB igennem årene. Til at begynde med er der oversigter over DSB's damplokomotiver, diesellokomotiver og ellokomotiver sorteret efter litra, rangertraktorer sorteret efter nummer, togsæt og S-tog.

## Forklaringer
- Litra: Bogstavbetegnelse for det pågældende lokomotiv (rangertraktorer har ikke litra). For damplokomotiver betyder F som andet bogstav overtagelse fra Sydfyenske Jernbaner (SFJ) m.fl. i 1949, J fra DSB J (oprindelig Jysk-Fyenske Jernbaner (JFJ)) i 1892 og S fra DSB S (oprindelig Det Sjællandske Jernbaneselskab (SJS)) i 1892.
- Romertal: betegner to eller flere forskellige lokomotivtyper med samme litra. Ikke brugt på selve lokomotiverne.
- I drift: År for idriftsættelse hos oprindelig ejer.
- Udrangeret: År for udrangering hos DSB. En del lokomotiver var i praksis hensat i en årrække før og/eller efter den officielle udrangering. Bemærk at dampdriften ophørte hos DSB i 1970, men at et mindre antal damplokomotiver forblev i materielfortegnelserne i endnu nogle år.
- Tidligere ejer og litra: For damplokomotiver der er overtaget fra andet selskab er dettes initialer, litra og numre angivet. For SFJ, JFJ og SJS se også ovenfor under litra.
- Bevaret: Materiel der er bevaret af museer, klubber og privatpersoner med angivelse af nuværende ejer. Hvis feltet er tomt ved ved et udrangeret litra, er det ikke bevaret nogen.
- Bemærkninger: Ombygninger, omlitreringer, køb og salg. Initialer angiver jernbaneselskaber.

## Lokomotiver

### Damplokomotiver
| Litra   | Numre                             | Indsat i drift       | Udrangeret | Tidligere ejer og litra                                           | Bevaret | Bemærkninger |
| ------- | --------------------------------- | -------------------- | ---------- | ----------------------------------------------------------------- | --- | --- |
| A       | 129-159                           | 1882-1888            | 1932-1956  | JFJ A 129-159                                                     | A 159: Danmarks Jernbanemuseum | |
| AF (I)  | 119-122                           | 1897-1898            | 1952-1954  | SNB 19-22                                                         | | |
| AF (II) | 123-126                           | 1906                 | 1952-1954  | ONFJ 23-26                                                        | | |
| AS      | 201-204                           | 1876-1877            | 1917-1929  | SJS A 1-4                                                         | | |
| B (I)   | 21-26, 45-49                      | 1868-1869            | 1907-1932  | JFJ B 21-26, 45-49                                                | B 45: Danmarks Jernbanemuseum | |
| B (II)  | 10, 301                           | 1909                 | 1950       | KSB 10, 9                                                         | | Overtaget fra KSB i 1948. |
| BF      | 304-306                           | 1923                 | 1949       | SFJ 1-2, RFB 4                                                    | | |
| BS      | 285-295                           | 1879, 1889, 1891     | 1901-1918  | SJS B 85-88, 80-81, 56-60                                         | | BS 285-288 solgt til VaGJ. BS 290 solgt til VNTJ.                                                                                               |
| C (I)   | 65-68                             | 1874                 | 1896-1897  | JFJ C 65-68                                                       | | |
| C (II)  | 701-719                           | 1903-1909            | 1954-1969  |                                                                   | C 708: Danmarks Jernbanemuseum | |
| CS      | 238-249                           | 1875-1877            | 1898-1929  | SJS C 8-9, 14, 41-48, 6                                           | CS 246: Danmarks Jernbanemuseum | |
| D       | 801-900                           | 1902-1922            | 1950-1974  |                                                                   | D 802, 871: Danmarks Jernbanemuseum D 857: Bevaringsfonden Gedser Remise D 825-826: Dansk Jernbane-Klub | D 857 solgt til OHJ. |
| DF      | 129-132                           | 1910-1917            | 1960-1963  | SNB 29, SFB 33, SFJ 31, SFB 32                                    | DF 130: Dansk Jernbane-Klub | DF 130 solgt til TKVJ, senere solgt videre til OHJ.                                                                                             |
| DJ      | 92-96                             | 1876                 | 1903-1926  | JFJ D 92-96                                                       | | |
| DS      | 208-213                           | 1870                 | 1917-1927  | SJS D 38-40, 5, 12-13                                             | | |
| E (I)   | 27-36, 43-44                      | 1868-1869            | 1915-1932  | JFJ E 27-36, 43-44                                                | | |
| E (II)  | 964-999                           | 1914-1916, 1942-1950 | 1961-1979  | SJ F 1200-1209, 1271                                              | E 964, 966: SJ E 991, 994: Danmarks Jernbanemuseum E 987: Privatperson E 996: Railworld | E 964-974 købt fra SJ i 1937, resten nybyg. |
| ES      | 220-237                           | 1863-1871            | 1899-1910  | SJS E 20-37                                                       | | |
| F (I)   | 61-64                             | 1873                 | 1935-1939  | JFJ 61-64                                                         | | |
| F (II)  | 423-427, 436-500, 651-700         | 1898-1923, 1949      | 1960-1976  |                                                                   | F 441, 500, 694: Danmarks Jernbanemuseum F 477: Privatperson F 653: Dansk Jernbane-Klub F 654: Angeln Bahn F 656: Nene Valley Railway F 657: Syd Fyenske Veteranjernbane F 658, 665: Veteranbanen Bryrup-Vrads F 663: Østsjællandske Jernbaneklub | F 479 solgt til AB. |
| F (III) | 428-435                           | 1917                 | 1963-1967  |                                                                   | F 428: Sydjyllands Veterantog | |
| FF      | 109                               | 1921                 | 1950       | SFJ 9                                                             | | |
| FS      | 250-263                           | 1883, 1888           | 1925-1933  | SJS F 50-55, 61, 7, 11, 49, 10, 77-79                             | FS 265: Danmarks Jernbanemuseum | |
| G       | 77-81, 106-109, 160-173, 601-651  | 1875-1901            | 1931-1968  | JFJ G 77-81, 106-109, 160-173                                     | G 78: Danmarks Jernbanemuseum G 625: Dansk Jernbane-Klub | G 77-81, 106-109 og 160-173 leveret til De Danske Statsbaner i Jylland-Fyn og DSB J, øvrige til DSB. G 605 solgt til HFHJ. G 625 solgt til HTJ. |
| GS      | 215-219                           | 1858-1866            | 1895-1897  | SJS G 15-19                                                       | | |
| H (I)   | 37-42                             | 1868                 | 1903-1914  | JFJ H 37-42                                                       | H 40: Danmarks Jernbanemuseum | H 40-41 solgt til VVGJ. |
| H (II)  | 783-800                           | 1923-1926, 1941      | 1961-1976  |                                                                   | H 783: Dansk Jernbane-Klub H 800: Danmarks Jernbanemuseum | |
| HS      | 362-422                           | 1873-1902            | 1933-1972  | SJS H 62-70, 84, 82-83, 94-96                                     | HS 363, 415: Danmarks Jernbanemuseum HS 368: Nordsjællands Veterantog HS 385: Middleton Railway Leeds HS 399: Dansk Jernbane-Klub | HS 377-422 leveret til DSB, øvrige til SJS og DSB-S.                                                                                            |
| IF      | 114-115                           | 1896                 | 1950-1951  | SFJ 14-15                                                         | | |
| J (I)   | 50-58                             | 1871                 | 1905-1915  | JFJ J 50-58                                                       | | |
| J (II)  | 1-20                              | 1886-1893            | 1937-1954  | JFJ J 1-20                                                        | J 1: Dansk Jernbane-Klub | |
| K       | 501-600                           | 1894-1902            | 1935-1974  |                                                                   | K 563: Danmarks Jernbanemuseum K 564: Dansk Jernbane-Klub K 582: Nordsjællands Veterantog | K 508 solgt til OHJ. |
| KJ      | 69-76                             | 1874                 | 1924-1934  | JFJ K 69-76                                                       | | |
| KS      | 271-279                           | 1886-1893            | 1925-1934  | SJS K 71-76, 97-99                                                | KS 273: Danmarks Jernbanemuseum | |
| L       | 84-91, 110-119                    | 1875-1877            | 1900-1931  | JFJ L 84-91, 110-119                                              | | |
| LS      | 296-298                           | 1891                 | 1928-1934  | SJS L 89-91                                                       | | |
| M       | 59-60, 82-83                      | 1874-1875            | 1923-1935  | JFJ 59-60, 82-83                                                  | | |
| MS      | 361                               | 1892                 | 1931       | SJS M 92                                                          | | |
| N (I)   | 97-102                            | 1877                 | 1910-1931  | JFJ J 97-102                                                      | | |
| N (II)  | 110, 180-188                      | 1886-1897            | 1924-1950  | SFJ 10, KB 1-3                                                    | N 186: Dansk Jernbane-Klub | N 186-188 købt fra KB i 1898, N 110 overtaget fra SFJ i 1949, øvrige leveret til JFJ i 1886.                                                    |
| N (III) | 201-210                           | 1943                 | 1968-1976  | DRG 50 2113, 2119, 1989, 2088, 2114, 2122, 2017, 2141, 2133, 2009 | | Oprindelig leveret til DRG. Overtaget af SNCB i 1945 og solgt til DSB i 1952.                                                                   |
| NF      | 101-103                           | 1917                 | 1950       | SFJ 36-38                                                         | | |
| O       | 301-336                           | 1896-1901            | 1936-1958  |                                                                   | O 318: Danmarks Jernbanemuseum | |
| P (I)   | 103-105, 120-128                  | 1882-1883            | 1904-1906  | JFJ P 103-105, 120-128                                            | P 125: Danmarks Jernbanemuseum | Solgt til diverse danske privatbaner. |
| P (II)  | 901-933                           | 1907-1910            | 1957-1972  |                                                                   | P 917, P 931: Danmarks Jernbanemuseum | P 901, 904, 905, 908, 921, 926, 930 ombygget til litra PR i 1943-1954.                                                                          |
| PR      | 901, 904, 905, 908, 921, 926, 930 | 1907-1910            | 1952-1964  |                                                                   | PR 908: Danmarks Jernbanemuseum | Ombygget fra litra P i 1943-1954. |
| Q       | 337-351                           | 1930-1945            | 1967-1976  |                                                                   | Q 345: Danmarks Jernbanemuseum Q 350: Arbeitsgemeinschaft Geestachter Eisenbahn | |
| R       | 934-963                           | 1912-1924            | 1958-1978  |                                                                   | R 963: Danmarks Jernbanemuseum | |
| S (I)   | 351-356                           | 1886-1892            | 1918-1919  | GJ 9-14                                                           | | Solgt til diverse danske privatbaner. |
| S (II)  | 721-740                           | 1924-1928            | 1961-1982  |                                                                   | S 736: Danmarks Jernbanemuseum S 740: Nordsjællands Veterantog | |
| T (I)   | 357-360                           | 1905                 | 1934-1937  | KSB 1-4                                                           | | Købt fra KSB i 1909. |
| T (II)  | 297-299                           | 1917-1920            | 1956-1967  | DRG 38 2877, 2126, 2625                                           | | Efterladt af DRG efter befrielsen i 1945. |
| V       | 1-4                               | 1916                 | 1917       | TKVJ 1-4                                                          | TKVJ 12: Sydjyllands Veterantog | Lejet fra TKVJ 1916-1917. |

### Diesellokomotiver
| Litra   | Numre                              | I drift   | Udrangeret | Bevaret | Bemærkninger |
| ------- | ---------------------------------- | --------- | ---------- | --- | --- |
| ME      | 1501-1537                          | 1981-1985 | 2007-2021  | ME 1501: Danmarks Jernbanemuseum                                                                             | |
| MH (I)  | 201-203                            | 1957      | 1993       | MH 203: Freunde des Schienenverkehrs Flensburg                                                               | |
| MH (II) | 301-420                            | 1960-1965 | 1976-2000  | MH 302: Struer Museum MH 304: Struer Jernbaneklub MH 322: Danmarks Jernbanemuseum MH 406 Dansk Jernbane-Klub | Fem lokomotiver solgt til Det danske Stålvalseværk og to til KFA/CMP. |
| MJ      | 506, 510                           | 1993      | 1994       | | 10 lokomotiver var bestilt, men kontrakten blev ophævet. |
| MK      | 601-625                            | 1996-1998 | 2002-      | | MK 601-603 solgt til Vossloh Schienenfahrzeug. MK 604-624 overgået til Railion Danmark i 2001. |
| MT (I)  | 101-106                            | 1927      | 1937-1943  | MT 105: Dansk-Jernbaneklub (som DSB tjenestevogn 80 86 980 0 748 - 7)                                        | MT 101-105 ombygget til hjælpevogne i 1943-1944. |
| MT (II) | 151-167                            | 1958-1960 | 1990-2006  | MT 152, 155: Dansk Jernbane-Klub MT 157: Danmarks Jernbanemuseum MT 163: Struer Museum                       | MT 167 blev oprindeligt udtaget til Danmarks Jernbanemuseum men blev senere solgt og efterfølgende ophugget. |
| MV (I)  | 115-116                            | 1929      | 1955       | | |
| MV (II) | 1101, 1102, 1104, 1109, 1134, 1144 | 1954-1958 | 1985-1996  | MY 1101: Danmarks Jernbanemuseum                                                                             | Intern betegnelse for litra MY med 567B-motor i stedet for 567C som øvrige. |
| MW      | 117-118                            | 1929      | 1938       | | |
| MX (I)  | 131-132                            | 1932      | 1957-1958  | MX 132: Danmarks Jernbanemuseum                                                                              | |
| MX (II) | 1001-1045                          | 1960-1962 | 1987-1993  | MX 1001: Danmarks Jernbanemuseum MX 1035: Monument i Struer                                                  | 30 lokomotiver solgt til diverse danske og svenske selskaber. |
| MY (I)  | 1201-1202                          | 1957-1960 | 1971       | | |
| MY (II) | 1101-1159                          | 1954-1965 | 1986-2001  | MY 1101, 1112, 1135: Danmarks Jernbanemuseum MY 1104: Privatperson MY 1126: Dansk Jernbane-Klub              | Fem lokomotiver med 567B-motor i stedet for 567C som de øvrige omlitreredes internt til MV i 1968. En del lokomotiver fik uofficielle navne i 1990'erne. MY 1108 og 1135 ændret til tjenestelokomotiver. 34 lokomotiver solgt til diverse danske, svenske og tyske selskaber. MY bevaret af Danmarks Jernbanemuseum men solgt til Railservice i 2019. |
| MZ      | 1401-1461                          | 1967-1978 | 1998-      | MZ 1401: Danmarks Jernbanemuseum                                                                             | 37 lokomotiver solgt til diverse danske, svenske, norsk, amerikanske og australske selskaber. 22 lokomotiver overgået til Railion Danmark i 2001. |

### Ellokomotiver
| Litra | Numre     | Leveret   | I drift   | Udrangeret | Bemærkninger |
| ----- | --------- | --------- | --------- | ---------- | --- |
| EA    | 3001-3022 | 1984-1992 | 1984-2020 | 2007-2020  | Alle lokomotiver har navne. EA 3011-3019 og 3021 overgået til Railion Danmark i 2001. Seks lokomotiver solgt til Bulgarien i 2007. |
| EB    | 3201-3242 | 2020-2022 | 2020-     |            | Siemens Vectron |
| EG    | 3101-3113 | 1999-2000 |           |            | Overgået til Railion Danmark i 2001.                                                                                               |

## S-tog
| Generation og levering          | Litra og numre                                                                                          | I drift   | Udrangeret | Bevaret                                                               | Bemærkninger |
| ------------------------------- | --- | --------- | ---------- | --------------------------------------------------------------------- | --- |
| 1. generation, 1. levering      | MM 701-742 FM 861-881                                                                                   | 1933      | 1966-1972  | MM 718-MM 732: Danmarks Jernbanemuseum                                | MM 701-742 leveret som MM 501-542, omlitreret i 1941. FM 861-882 leveret som FM 12501-12521, omlitreret til FM 801-821 i 1941, omlitreret til FM 861-872 i 1950. FM 870, 881, 886 ombygget i 1968-1971 til undervisningsvogne for Jysk Teknologisk Institut. |
| 1. generation, 2. levering      | MM 743-762 FM 882-891 FM 892 FS 911-922 FS 901-910 FS 992-999                                           | 1935-1936 | 1967-1973  |                                                                       | MM 743-762 leveret som MM 543-562, omlitreret i 1941. FM 992-891 leveret som FM 12522-12531, omlitreret til FM 822-831 i 1941, omlitreret til FM 882-891 i 1950. FM 892 leveret som FML 12532, omlitreret til FML 832 i 1941, omlitreret til FM 892 i 1950. FS 911-922 leveret som FML 12533-12544, omlitreret til FL 833-844 i 1941, ombygget til FS 911-922 i 1942. FS 901-910 leveret som FML 12545-12554, ombygget til FS 901-910 i 1941. FS 992-999 leveret som FS 12494-12500, omlitreret til FS 992-999 i 1941. FS 911 ombygget i 1978 til Tjenestevogn 475. |
| 1. generation, 3. levering      | MM 763-778 FS 976-991                                                                                   | 1949-1950 | 1969-1976  |                                                                       | |
| 1. generation, 4. levering      | MM 779-802 FS 952-975                                                                                   | 1952      | 1969-1978  |                                                                       | |
| 1. generation, 5. levering      | MM 803-819 FS 935-951                                                                                   | 1962      | 1972-1978  |                                                                       | |
| 2. generation, 6. levering      | MM 7501-7507 FS 7001-7007                                                                               | 1967-1968 | 1999-2003  |                                                                       | FS 7001-7007 oprindelig leveret som AS 7001-7007, omlitreret til FS 7001-7007 i 1972. |
| 2. generation, 6.-12. levering  | MM 7601-7806 FS 7101-7306                                                                               | 1966-1975 | 1999-2007  | MM 7781: Danmarks Jernbanemuseum MM 7795-FS 7295: Dansk Jernbane-Klub | Oprindelig 206 sæt oprangeret MM-FS. Efter levering af FU-MU indkobledes disse mellem MM og FS 7761/7261 - 7800/7300, 7741/7241 - 7760/7260, 7801/7301 - 7805/7305 med oprangering MM-FU-MU-FS. |
| 2. generation, 13.-14. levering | FU 8001-8065 MU 8501-8565                                                                               | 1975-1978 | 2001-2007  | FU 8035-MU 8535: Dansk Jernbane-Klub                                  | Indkoblet mellem MM og FS 7761/7261 - 7800/7300, 7741/7241 - 7760/7260, 7801/7301 - 7805/7305 med oprangering MM-FU-MU-FS. |
| 3. generation                   | MC 6501-6508 FC 6001-6008                                                                               | 1979      | 1994       |                                                                       | Fire 4-vogns prototypesæt oprangeret FC-MC-MC-FC, heraf to med GEC-traktion og to med ASEA-traktion. |
| 3. generation                   | MC 6509-6524 FC 6009-6024                                                                               | 1986      | 2006       |                                                                       | Otte 4-vognssæt oprangeret FC-MC-MC-FC. |
| 4. generation                   | SA 8101-8205 SB 8301-8405 SC 8601-8705 SD 8801-8905 SD 9801-9905 SC 9601-9705 SB 9301-9405 SA 9101-9205 | 1995-2005 |            |                                                                       | Oprindelig 105 8-vognssæt oprangeret SA-SB-SC-SD-SD-SC-SB-SA. Sæt 22 og 36 kolliderede i 2002. Efterfølgende blev fem vogne fra sæt 22 og tre fra sæt 36 sat i drift som sæt 22, mens de øvrige vogne blev udrangeret. |
| 4. generation                   | SE 4101-4131 SF 4301-4331 SG 4501-4531 SH 4701-4731                                                     | 2004-2005 |            |                                                                       | 31 4-vognssæt oprangeret SE-SF-SG-SH. |

## Togsæt

### Eltogsæt
| Betegnelse  | Litra og numre                                      | Indsat i drift    | Udrangeret | Bemærkninger                                                                                                  |
| ----------- | --------------------------------------------------- | ----------------- | ---------- | --- |
| IR4         | ER 2001-2044 FR 2201-2244 FR 2301-2344 ER 2101-2144 | 1993-1995 og 1997 |            | 44 4-vognssæt oprangeret ER-FR-FR-ER.                                                                         |
| Øresundstog | ET 4301-4411 FT 4701-4811 ET 4501-4611              | 2000-2011         |            | 111 3-vognssæt oprangeret ET-FT-ET, heraf 34 sæt leveret til DSB. Øvrige sæt leveret til SJ og litreret X31K. |

### Dieseltogsæt
| Betegnelse | Litra og numre                                                                                  | I drift         | Udrangeret | Bevaret                                               | Bemærkninger |
| ---------- | ----------------------------------------------------------------------------------------------- | --------------- | ---------- | ----------------------------------------------------- | --- |
| MS         | MS 401, 403, 405 AA 931-933 MS 402, 404, 406                                                    | 1935            | 1970-1973  | MS 401-AA 931-MS 402: Danmarks Jernbanemuseum         | Oprindelig 4 3-vognssæt oprangeret MS-AA-MS. Efter en brand i 1938 ombyggedes et sæt til 4-vognssæt litra MB. |
| MB         | MB 407, 409, 411, 413, 415 AB 434-438 FJ 446-450 MB 408, 410, 412, 414, 416                     | 1937-1939       | 1967-1973  |                                                       | Oprindelig 4 4-vognssæt oprangeret MB-AB-FJ-MB. Efter en brand i 1938 ombyggedes et 3-vognssæt litra MS til 4-vognssæt litra MB. |
| MK-FK      | MK 675, 677, 679, 681, 683 FK 676, 678, 680, 682, 684                                           | 1943, 1951      | 1970-1971  |                                                       | 5 2-vognssæt oprangeret MK-FK. |
| MA         | MA 460-470 AM 500-509 BM 520-525 BMk 530-535 BS 480-489                                         | 1963-1966       | 1990       | MA 460-AM 500-BMk 530-BS 480: Danmarks Jernbanemuseum | Normalt oprangeret MA-AM-BM-BS + BS-BMk-AM-MA. I de første år forekom tilfælde med en mellemvogn mindre og i de senere år en mere. BMk 530-535 oprindelig leveret som BR 530-535, ombygget 1975-1977. Alle andre end bevaret sæt foræret til Lubuska Kolej Regionalna, Polen i 1992, ophugget i 1995. |
| MR         | MR 4001-4083, 4085-4099 MRD 4201-4283, 4285-4299                                                | 1978-1985       | 2000-2019  | MR 4036-MRD 4236: Dansk Jernbane Klub                 | MR 4001-4062 oprindelig oprangeret som MR-MR, efter levering af MRD fra 1983 parret med disse til MR-MRD med samme løbenumre. MRD 4227 omlitreret til MRD 4283 i 1984 efter ophug af MR 4027 og i stedet parret med nyleveret MR 4083. 13 sæt solgt til Arriva UK.                                    |
| Y-tog      | ML 4901-4907 FL 7901-7907                                                                       | 1984            | 2007       |                                                       | Normalt oprangeret ML-FL-ML eller ML-FL-FL-ML. Lejlighedsvis kombineret med tilsvarende vogne fra GDS og HFHJ. |
| IC3        | MFA 5001-5096 FF 5401-5496 MFB 5201-5296                                                        | 1989-1998, 2003 |            |                                                       | 96 3-vognssæt oprangeret MFA-FF-MFB. Sæt 93-96 oprindelig Blekinge Länstrafik Y2 1367, 1368, 1370, 1371, købt i 2003. |
| Desiro     | MQ 4111-4130 MQ 4911-4930                                                                       | 2002, 2010      | 2020       |                                                       | 20 2-vognssæt oprangeret MQ-MQ. Togsættene er i 2020 afhændet til MjbaD (4 stk.) og Arriva (16 stk.) |
| IC4        | MG 5601-5608, 5610-5683 FH 6601-6608, 6610-6683 FG 6801-6808, 6810-6883 MG 5801-5808, 5810-5883 | 2003-           | 2017-      |                                                       | 82 af 83 bestilte 4-vognssæt oprangeret MG-FH-FG-MG. Sæt 09 blev aldrig leveret men foræret til Libyen af Italien i 2009. |
| IC2        | MP 5701-5723 FP 6701-6723                                                                       | 2011-           | 2017-2020  |                                                       | 23 2-vognssæt oprangeret MP-FP. |

## Motorvogne
| Litra | Numre                                    | I drift              | Udrangeret | Bevaret | Bemærkninger |
| ----- | ---------------------------------------- | -------------------- | ---------- | --- | --- |
| MA    | 601-603                                  | 1925                 | 1942-1953  | | Oprindelig M 1-3. Omlitreret til MA 1-3 i 1928, til MA 48-50 i 1934 og til MA 601-603 i 1941. MA 602 solgt til VaGJ. |
| MBF   | 481-484                                  | 1926-1929            | 1952-1959  | MBF 482: Dansk Jernbane-Klub (som RHJ M 4) | Overtaget fra diverse fynske privatbaner i 1949. Solgt til andre privatbaner efter udrangeringen. |
| MC    | 611-612                                  | 1926                 | 1943-1947  | | Oprindelig M 21-22, omlitreret til MC 21-22 i 1928, til MC 611-612 i 1941. MC 611 solgt til NPMB. |
| MC    | 651-655                                  | 1928-1929            | 1956       | MC 651, 655: Østsjællandske Jernbaneklub MC 653: Veteranbanen Bryrup Vrads                                                                     | Ombygget i 1950 fra MF 633, 638, 646, 634, 645. Solgt til diverse danske privatbaner. |
| MDF   | 491-492, 494-497                         | 1932                 | 1950-1957  | | Overtaget fra diverse fynske privatbaner i 1949. MDF 492, 497 solgt til OKMJ. MDF 494 solgt til OMB. |
| ME    | 31-47 / 621-627                          | 1927-1928            | 1932-1956  | ME 33: Nordsjællands Jernbaneklub (som LNJ M 4) ME 35: Danmarks Jernbanemuseum                                                                 | Oprindelig M 31-47, omlitreret til ME 31-47 i 1928. ME 31, 34, 36, 38, 41, 43 omlitreret til ME 621-627 i 1941. 12 motorvogne solgt til diverse danske privatbaner.                                                                |
| MF    | 51-68 / 631-647                          | 1928-1929            | 1938-1956  | | Oprindelig MF 51-68, MF 51-61, 63-68 omlitreret til MF 631-647 i 1941. MF 633, 638, 646, 634, 645 ombygget til MC 651-655 i 1950. MF 647 solgt til VLTJ.                                                                           |
| ML    | 84-99 / 501-515                          | 1930                 | 1934-1958  | | Leveret som ML 84-99. ML 84-88, 90-99 omlitreret til ML 501-515 i 1941. ML 501, 503, 509, 510, 512-515 ombygget i 1958-1965 til undervisningsvogne for Jydsk Teknologisk Institut. ML 505 ombygget i 1959 til Specialvogn 445.     |
| MO    | 563-572, 1951-1962, 1973-1999, 1801-1890 | 1935-1940, 1951-1958 | 1966-1984  | MO 1829, 1848: Dansk Jernbane-Klub MO 1835: Østsjællands Jernbaneklub MO 1846, 1954: Danmarks Jernbanemuseum MO 1878: Nordsjællands Veterantog | MO 1951-1962 leveret som MO 551-562, ombygget i 1963-1965. MO 1973-1999 leveret som MO 281-307, omlitreret til MO 573-599 i 1941, ombygget til MO 1973-1999 i 1960-1964. MO 1997 ombygget til målevogn for signaltjenesten i 1971. |
| MP    | 540-549                                  | 1934                 | 1962-1966  | | Leveret som MP 251-260, omlitreret til MP 540-549 i 1941. MP 540, 544, 547, 548 ombygget til undervisningsvogne for Jydsk Teknologisk Institut.                                                                                    |
| MQ    | 521-524                                  | 1932                 | 1957-1960  | | Leveret som MQ 207-210, omlitreret til MQ 540-549 i 1941. |
| MR    | 201-206 / 531-534                        | 1928                 | 1932-1956  | MR 201: Dansk Jernbane-Klub | Leveret som MR 201-206, MR 201, 203, 204, 206 omlitreret til MR 531-534 i 1941. MR 531-533 ombygget til undervisningsvogne for Jydsk Teknologisk Institut.                                                                         |

## Rangertraktorer
| Betegnelse               | I drift   | Udrangeret    | Bevaret | Bemærkninger |
| ------------------------ | --------- | ------------- | --- | --- |
| DSB traktor 1-8          | 1924-1926 | 1926-1942     | | Traktor 6 solgt til SFJ. |
| DSB traktor 1            | 1940      | 1959          | | Oprindelig en DB V 36, købt af DSB i 1946. |
| DSB traktor 2            | 1940      | 1968          | Traktor 2: Struer Museum | Overtaget fra den tyske hær i 1946. Solgt til VLTJ. |
| DSB traktor 3            | 1938      | 1968          | Traktor 3: Syd Fyenske Veteranjernbane | Oprindelig leveret til Sager & Woerner, Bauunternehmung, overtaget af DSB fra den tyske hær i 1945. Solgt til Dansk Træcellulose, Assens. |
| DSB traktor 6            | 1945      | 1973          | | Købt af det britiske forsvarsministerium i 1957, omlitreret til ML 6 i 1966. |
| DSB traktor 11-17        | 1927      | 1939-1950     | | |
| DSB traktor 21-25        | 1928-1929 | 1947-1983     | | |
| DSB traktor 31-45        | 1930-1931 | 1959-1973     | | Traktor 35 solgt til Novopan Træindustri, Pindstrup. |
| DSB traktor 46-52        | 1931-1932 | 1968-1988     | Traktor 47, 48: Danmarks Jernbanemuseum Traktor 49: Syd Fyenske Veteranjernbane. | Traktor 46-47 oprindelig traktor 19-20, omlitreret i 1932. Traktor 49 solgt til Blumøller A/S, Odense. |
| DSB traktor 56-57        | 1953      | 1973-ca. 1987 | Traktor 57: Danmarks Jernbanemuseum | Traktor 57 blev brugt i filmen Olsen-banden på sporet, som blev optaget i 1975. |
| DSB traktor 70           | 1933      | 1978          | | Købt fra KFA i 1937. |
| DSB traktor 71           | 1931      | 1969          | | Oprindelig traktor 1, ombygget til traktor 71 i 1933. |
| DSB traktor 72-76        | 1933      | 1966          | | |
| DSB traktor 77-85        | 1933-1934 | 1966          | | Traktor 79, 80 solgt til OHJ. Traktor 81 solgt til VLTJ. Traktor 84 solgt til SB. |
| DSB traktor 101-116      | 1951-1954 | 1987-1990     | Traktor 115: Østsjællandske Jernbaneklub | |
| DSB Traktor 117–146 (de) | 1955-1959 | 1982-1990     | Traktor 119, 135, 143: Dansk Jernbane-Klub Traktor 125: Vojens Haderslev Veteranbane Traktor 128: Østsjællands Jernbaneklub Traktor 121: Midt og Vestjyllands Jernbanemuseum Traktor 140: Danmarks Jernbanemuseum Traktor 146: Veteranbanen Bryrup Vrads | Traktor 119 solgt til SB. Traktor 124 og 125 solgt til Kommunekemi. Efterfølgende blev traktor blev begge traktorer solgt til Skælskørbanen, og sidenhen blev traktor 124 ophugget. Traktor 128 solgt til ABB Scandia, og efterfølgende solgt til Østsjællands Jernbaneklub. Traktor 146 solgt til HP |
| DSB traktor 251-190      | 1966-1969 | 1999-         | Traktor 251: Dansk Jernbane-Klub Traktor 256, 261, 288: Danmarks Jernbanemuseum Traktor 257: Veteranbanen Bryrup Vrads | 26 traktorer overgået til Railion Danmark i 2001. |
| DSB traktor LJ M 13      | 1959      |               | | Oprindeligt DB 323 171, købt af LJ i 1986, solgt til DSB i 1993. Overgået til Railion Danmark i 2001. |
| DSB traktor 1            | 1955      |               | | Oprindelig DB 322 047, købt af HTJ i 1987, solgt til DSB i 1996. |